# 砂辺陸軍補助施設

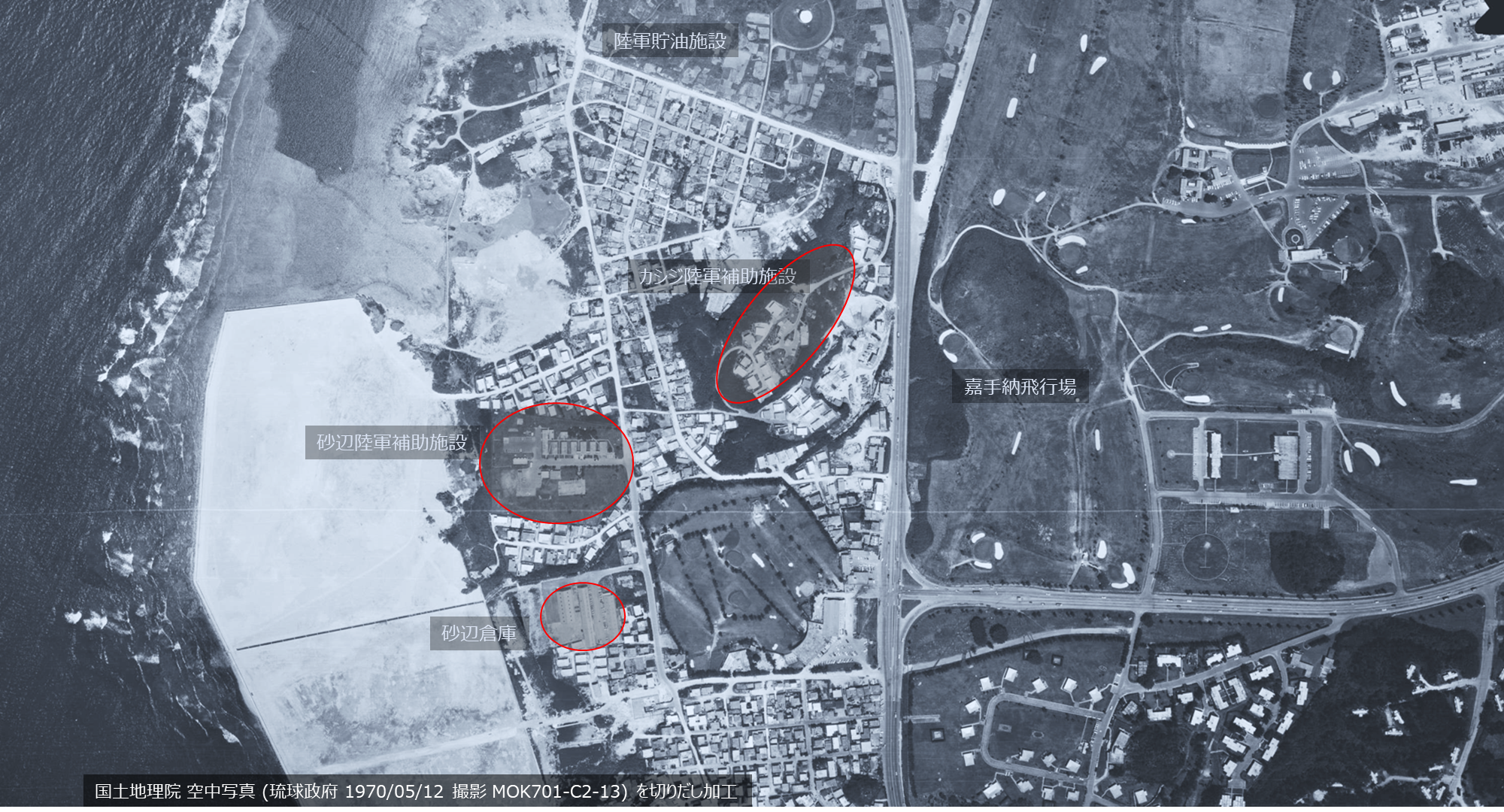
1970年の北谷町砂辺周辺。アメリカ軍基地（嘉手納基地、陸軍貯油施設、カシジ陸軍補助施設、砂辺倉庫、砂辺陸軍補助施設）がならぶ1970年代の北谷町字砂辺周辺。宮城海岸（北谷町字宮城）が埋め立てられていることがわかる。（琉球政府 1970年5月12日撮影）

砂辺陸軍補助施設（すなべりくぐんほじょしせつ、英語: Sunabe Army Annex）あるいは砂辺サイト（英語: Site Sunabe）は、沖縄県中頭郡北谷町砂辺にあったアメリカ陸軍の基地（施設番号:FAC6040）。1977年に、一部は陸軍貯油施設に統合され、日本へ全返還された。

## 概要
沖縄戦で読谷村とともにアメリカ軍の上陸地点となった北谷村の多くの村域は、沖縄戦後も占領が継続した。また、嘉手納基地によって大きく南北に分断されたため、北谷村は1948年に嘉手納村（現在の嘉手納町）と分村することとなった。アメリカ空軍「嘉手納基地」の海岸側に、アメリカ海軍「砂辺倉庫」、「陸軍貯油施設」「カシジ陸軍補助施設」「砂辺陸軍補助施設」といったアメリカ陸軍の軍施設が並んだ。
1955年に砂辺が部分的に返還されるが1953年頃の嘉手納飛行場滑走路拡張工事のため砂辺の土地から大量の土砂が採掘されており、また上記のような軍事施設が軒並み並んでいるために護岸工事もできないまま滅失地が増大していた。東側の海岸は埋め立てられ字宮城となった。
砂辺陸軍補助施設は1977年に返還され、一部は陸軍貯油施設に統合された。現在も北谷町の52.3パーセントをアメリカ軍基地が占めている。
場所:北谷村字砂辺、字浜川
面積:約40,500平方メートル（1972年当時）
建物:宿舎3棟、事務所11棟、倉庫14棟、工作物12件

## 歴史
- 1945年4月1日 - 沖縄戦でアメリカ軍の上陸地点となり、軍事占領の継続として使用が始まる。
- 1955年 - 砂辺地区が部分的に返還される[1]。
- 年月日不明 - 「砂辺サイト」という名称で第1特殊部隊の隊舎や民間人警備本部として使用継続される[3]。
- 1965年6月30日 - 6,000平方メートル返還。
- 1972年5月15日 - 沖縄返還協定で日本政府が「砂辺陸軍補助施設」としてアメリカ軍に提供開始（使用主目的:事務所）。
- 年月日不明 - アメリカ軍が作成する映画用の資材倉庫や隊舎として使用。
- 1977年4月30日 - 一部を残し24,000平方メートルを全返還。同年12月15日、「キャンプ・ヘーグ」の土地約5,300平方メートルと「砂辺陸軍補助施設」の土地約14,200平方メートルを「陸軍貯油施設」に統合[4]。

## その他

### クマヤー洞穴遺跡
アメリカ空軍の砂辺倉庫と砂辺陸軍補助施設のあいだの細い区域にクマヤーガマとよばれる鍾乳洞の洞穴の入り口がある。地下には全長約40メートルの3つの洞穴がつながり、ティラガマの入り口に抜ける。
クマヤーガマは戦争中に避難壕となり、1944年10月10日の十・十空襲とそれ以降のアメリカ軍のすさまじい艦砲射撃から300人ほどの砂辺の住民の命を守った「砂辺部落の人々の命の守り神」ともいわれる。1945年4月1日にアメリカ軍は砂辺海岸に上陸するが、その数日前に避難民はガマを出てヤンバルなどに避難した。
沖縄戦後、砂辺集落全域がアメリカ軍に接収され、ガマの入口は埋められていたため、クマヤーガマもティラガマも入口がわからなくなっていた。1956年に返還され、そのまま住宅が建設された。その後ガマの入口が発見され、1986年に古人骨・土器等が多数出土し、第一次発掘調査が開始された。
クマヤー洞穴遺跡では約5,000年前の縄文時代前期から600年前のグスク時代までの五期の遺物が確認されている。新潟産のヒスイや青磁・白磁の香炉や碗も出土し、また縄文時代晩期の2,500年前には墓所として利用され約50人の人骨も発見され、風葬や改葬の歴史を研究する上でも重要な遺跡となっている。